# TOC: Transtornada Obsessiva Compulsiva
TOC: Transtornada Obsessiva Compulsiva é um filme de direção e roteiro de Paulinho Caruso e Teo Poppovic. Conta com Tatá Werneck, Vera Holtz, Bruno Gagliasso, Luis Lobianco, Daniel Furlan e Ingrid Guimarães no elenco principal.

## Sinopse
Atriz, comediante, estrela de novelas e de campanhas publicitárias, Kika K. (Tatá Werneck) é uma celebridade idolatrada por milhões de fãs. Por trás das aparências, no entanto, as coisas não andam nada fáceis. Em crise com sua vida pessoal e profissional, Kika precisa lidar com um fã obsessivo (Luis Lobianco), o namorado galã sem noção (Bruno Gagliasso), e os compromissos profissionais marcados pela exigente empresária (Vera Holtz). Tudo isso enquanto tenta controlar seu mais íntimo segredo: ela sofre de Transtorno Obsessivo-Compulsivo. Durante a turnê de lançamento de um livro de autoajuda que ela nem mesmo escreveu, Kika recebe a misteriosa visita do verdadeiro autor da obra, que lhe entrega uma mensagem cifrada antes de sumir sem deixar vestígios. Com a ajuda de Vladimir (Daniel Furlan), Kika tentará resolver o enigma que pode colocar um fim à sua crise.

## Elenco
- Tatá Werneck como Kika K. (Francisca Khalil)
- Vera Holtz como Carol
- Bruno Gagliasso como Caio Astro
- Daniel Furlan como Vladimir
- Luis Lobianco como Felipão
- Patrycia Travassos como Lídia Khalil
- Ingrid Guimarães como Ela mesma
- Pedro Wagner como Arthur
- Mário Gomes como Jamelão
- Luciana Paes como Ana Juliana
- Fabio Marcoff como Biólogo
- Laura Neiva como Garota do Sonho
- Ilana Kaplan como Médica
- Jorge Cerruti como Executivo do Canal
- Amanda Lyra como Executiva do Canal
- Daniel Duncan como Palhaço do Doutores da Alegria
- Lucas Veríssimo como Galã
- Felipe Torres como Líder Punk
- Naruna Costa como Médica
- Gustavo Suzuki como Sandro
- João Rodrigo Ostrower como Eduardo (primo Kika)

## Produção
O orçamento de 3 milhões de reais do filme foi pago pelo governo do Brasil no programa "Brasil de Todas as Telas 2014", feito em parceria com o Banco Regional de Desenvolvimento do Extremo Sul (BRDE), o Fundo Setorial do Audiovisual (FSA) e a Agência Nacional do Cinema (ANCINE). Em Janeiro de 2016, Tatá Werneck e Daniel Furlan rodam filme em Osasco, na Grande São Paulo. No mesmo mês, Tatá publicou uma foto com os atores Ingrid Guimarães e Bruno Gagliasso vestidos de gladiadores durante a filmagem.

## Recepção

### Crítica
Na Folha de S.Paulo, Chico Felitti disse que "o filme tem digressões que funcionam como esquetes e permitem à atriz soltar sua criatividade e requentar personagens antigos. O papel da moça abilolada na novela, por exemplo, é um revival da Fernandona, a menina que morava trancada no porão do "Comédia MTV"." Em sua crítica para o CinePOP, Pablo R. Bazarello disse que ""TOC" chama verdadeiramente atenção, no entanto, nos momentos calmos, nos quais consegue falar sério e ter muito a dizer sobre o esperado de nós em um meio social. Tatá Werneck demonstra em tais momentos que é uma atriz talentosa e pode funcionar muito bem longe do humor..."
No Papo de Cinema, Wallace Andreoli disse que "o filme de Caruso e Poppovick mantém, sim, a tendência da comédia cinematográfica brasileira contemporânea de se inspirar na televisão – a diferença é que se trata, agora, de um humor muito mais corrosivo e inteligente, tanto em conteúdo quanto em linguagem." Em seu comentário para o jornal O Globo, Daniel Schenker disse que "os cineastas incluem diversas referências, algumas surpreendentes. Propõem uma mistura entre comédia, drama, romance e tempero trash, alcançando resultado mais inusitado do que propriamente satisfatório. O filme, porém, diverte em certos instantes..."

### Bilheteria
O filme estreou com bilheteria de 1,7 milhão de reais e público de 112.000 espectadores ficando em oitavo lugar no ranking dos cinemas nacionais.

## Prêmios e indicações
| Ano  | Prêmio                                   | Categoria    | Trabalho                               | Resultado | Ref         |
| ---- | ---------------------------------------- | ------------ | -------------------------------------- | --------- | ----------- |
| 2017 | Grande Prêmio Smiles do Humor Brasileiro | "Grand Prix" | TOC: Transtornada Obsessiva Compulsiva | Indicado  | [ 7 ] [ 8 ] |